# Polypedilum kamajura
Polypedilum kamajura är en tvåvingeart som beskrevs av Bidawid 1996. Polypedilum kamajura ingår i släktet Polypedilum och familjen fjädermyggor. Inga underarter finns listade i Catalogue of Life.